# Forêt sacrée de Gbêpleu
La Forêt sacrée de Gbêpleu est un îlot forestier situé dans la ville de Man, à l'ouest de la Côte d'Ivoire dans la région du Tonkpi. Cette forêt abrite une population de singes sacrés. Le 21 octobre 2021, par un décret, elle est inscrite sur la liste du patrimoine culturel national ivoirien pour son importance culturel, historique et floristique. Elle s'étend sur 8 hectares. 
La forêt est gérée par la communauté locale selon leurs traditions et selon un décret fixant les modalités de protection des forêts classées ivoiriennes,.